# Doğuş Balbay
Doğuş Balbay, né le 21 janvier 1989, à Istanbul, en Turquie, est un joueur turc de basket-ball. Il évolue au poste de meneur.

## Carrière
Balbay est le capitaine de l'Anadolu Efes qui réalise une excellente saison 2018-2019 en Euroligue. L'Efes bat en demi-finale son rival stambouliote du Fenerbahçe. L'Efes est toutefois battu en finale par le CSKA Moscou. En mai, Balbay signe une prolongation de deux ans (jusqu'au terme de la saison 2020-2021) de son contrat avec l'Anadolu Efes.

## Palmarès
- Vainqueur des Jeux méditerranéens de 2013
- Vainqueur de la Coupe de Turquie 2013, 2018
- Champion de Turquie : 2019, 2021
- Vainqueur de l'Euroligue 2020-2021 et 2021-2022 avec l'Anadolu Efes.
- Vainqueur de la coupe de Turquie en 2022